# Знаменська сільська адміністрація
Зна́менська сільська адміністрація (каз. Знаменка ауылдық әкімдігі, рос. Знаменская сельская администрация) — адміністративна одиниця у складі Єсільського району Акмолинської області Казахстану. Адміністративний центр та єдиний населений пункт — село Знаменка.
Населення — 280 осіб (2021; 553 особи (2009; 995 в 1999, 1270 у 1989).
Станом на 1989 рік існувала Дальня сільська рада (села Єльтай, Знаменка, Нікель). Село Єльтай було ліквідоване 2013 року, Знаменський сільський округ перетворено в сільську адміністрацію.

## Склад
До складу адміністрації входять такі населені пункти:
| Населений пункт | Населення, осіб (1989) | Населення, осіб (1999) | Населення, осіб (2009) | Населення, осіб (2021) |
| --------------- | ---------------------- | ---------------------- | ---------------------- | ---------------------- |
| Знаменка, село  | 1077                   | 851                    | 544                    | 266                    |
| --Єльтай, село  | 149                    | 144                    | 9                      | 14                     |
| Нікель, село    | 44                     | -                      | -                      |                        |